# Santo Antônio do Paraíso
Santo Antônio do Paraíso est une municipalité brésilienne située dans l'État du Paraná.